# Демеритт, Доминик
Доминик Демеритт (англ. Dominic Demeritte; род. 22 февраля 1978, Нассау) — багамский легкоатлет, специалист по бегу на короткие дистанции. Выступал на профессиональном уровне в 1994—2008 годах, чемпион мира в помещении, бронзовый призёр Игр Содружества, серебряный призёр Центральноамериканских и Карибских игр, участник двух летних Олимпийских игр.

## Биография
Доминик Демеритт родился 22 февраля 1978 года в Нассау, Багамские Острова.
Занимался лёгкой атлетикой во время учёбы в Университете Северной Каролины в Чапел-Хилле, в составе университетской легкоатлетической команды «Северная Каролина Тар Хилз» успешно выступал на различных студенческих соревнованиях в США.
Впервые заявил о себе на международном уровне в сезоне 1994 года, когда вошёл в состав багамской сборной и выступил на первенстве Центральной Америки и Карибского бассейна в Порт-оф-Спейн, где среди юношей выиграл бронзовую медаль в зачёте тройного прыжка и занял четвёртое место в семиборье.
В 1995 году на CARIFTA Games в Джорджтауне в юниорской категории был седьмым в беге на 200 метров и вторым в эстафете 4×400 метров.
В 1996 году на юниорском центральноамериканском и карибском первенстве в Сан-Сальвадоре трижды поднимался на пьедестал почёта: получил серебро в дисциплине 200 метров, взял бронзу в дисциплине 100 метров и эстафете 4×100 метров. Участвовал в юниорском мировом первенстве в Сиднее.
В 1999 году бежал 200 метров на Панамериканских играх в Виннипеге и на чемпионате мира в Севилье.
В 2000 году в 200-метровой дисциплине завоевал серебряную награду на молодёжном первенстве NACAC в Монтеррее. Благодаря череде успешных выступлений удостоился права защищать честь страны на летних Олимпийских играх в Сиднее — стартовал на дистанции 200 метров и в эстафете 4×100 метров, в обоих случаях не смог преодолеть предварительные квалификационные этапы.
В 2001 году отметился выступлением на чемпионате мира в помещении в Лиссабоне и на чемпионате мира в Эдмонтоне.
В 2002 году на Играх Содружества в Манчестере финишировал четвёртым в беге на 200 метров и стал бронзовым призёром в эстафете 4×400 метров. На молодёжном первенстве NACAC в Сан-Антонио победил в дисциплине 200 метров и стал серебряным призёром в эстафете 4×100 метров. На Кубке мира в Мадриде был четвёртым на 200-метровой дистанции и в составе американской команды вторым в эстафете 4×400 метров.
В 2003 году в 200-метровом беге завоевал бронзовую награду на чемпионате мира в помещении в Бирмингеме, золотую награду на чемпионате Центральной Америки и Карибского бассейна в Сент-Джорджесе, дошёл до полуфинала на чемпионате мира в Париже.
В 2004 году с рекордом Багамских Островов 20,66 выиграл 200 метров на чемпионате мира в помещении в Будапеште. На Олимпийских играх в Афинах в программе 200 метров остановился на стадии четвертьфиналов.
На домашнем центральноамериканском и карибском чемпионате в Нассау взял бронзу в беге на 200 метров и в эстафете 4×100 метров. Бежал 200 метров на чемпионате мира в Хельсинки.
В 2006 году участвовал в Играх Содружества в Мельбурне, выиграл серебряную медаль в эстафете 4×100 метров на Центральноамериканских и Карибских играх в Картахене.
В 2008 году стартовал в 200-метровой дисциплине на центральноамериканском и карибском чемпионате в Кали, в финал не вышел. По окончании сезона завершил спортивную карьеру.